# Oley Sassone
Francis Oley Sassone, dit Oley Sassone, est un réalisateur et scénariste américain, né à La Nouvelle-Orléans en Louisiane.

## Anecdote biographique
Oley Sassonne rencontre Eric Clapton sur le tournage de la vidéo It's in the Way that You Use It.

## Filmographie

### Réalisateur
- 1992 : Final Embrace
- 1992 : Bloodfist III: Forced to Fight
- 1993 : Future Shock
- 1994 : Les Quatre Fantastiques
- 1994 : Relentless IV: Ashes to Ashes
- 1995 : Heimliche Zeugen (Téléfilm)
- 1996 : Playback (Téléfilm)
- 1996 : Viper (série télévisée 1 épisode)
- 1996 - 1997 : Hercule (série télévisée 3 épisodes)
- 1997 : The Sentinel (série télévisée 1 épisode)
- 1998 : Mortal Kombat (série télévisée épisodes inconnus)
- 1997 - 1998 : Xena, la guerrière (série télévisée 5 épisodes)
- 1999 - 2000 : Le Flic de Shanghaï (série télévisée 4 épisodes)
- 2000 : Freedom (série télévisée 1 épisode)
- 2001 : Mutant X (série télévisée)
- 2002 : Spy Girls (série télévisée épisodes inconnus)
- 2002 : Aventure et Associés (série télévisée 2 épisodes)
- 2006 : Le Berceau du mensonge (Cradle of Lies) (TV)

### Scénariste
- 1991 : Wild Hearts Can't Be Broken
- 1996 : Playback (Téléfilm)
- 2006 : Le Berceau du mensonge